# Evil (Lied)
Evil ist ein Bluessong, der von Willie Dixon geschrieben und 1954 erstmals von Howlin’ Wolf für Chess Records aufgenommen wurde. Er wurde mit der Zeit, teilweise auch durch unzählige Coverversionen, zu einem Blues-Standard.
Neben der Veröffentlichung als Single im Jahr 1954, tauchte der Song auch auf dem Album Moanin’ in the Moonlight auf, das 1959 erschien und viele bereits zuvor veröffentlichte Singles sammelte. 1969 wurde Evil nochmal ein Erfolg und Wolfs letzte Single in den Charts, als er das Stück für das Album The Howlin’ Wolf Album nochmals aufnahm.
Die Originalversion von 1954 wurde von Leonard und Phil Chess und Willie Dixon für Chess Records produziert. Neben Wolf (Gesang und Mundharmonika) und Dixon (Bass) sind auf der Aufnahme Hubert Sumlin (Gitarre), Jody Williams (Gitarre), Otis Spann (Klavier) und Earl Phillips (Schlagzeug) zu hören. Wolf liefert eine ergreifende Gesangsdarbietung ab, die insbesondere bei dem titelgebenden Wort Evil auffällt. Der Song ist für Wolfs Gesang nahezu berüchtigt.
Inhaltlich handelt der Song von dem Bösen was sich im Zuhause eines Mannes abspielt, wenn dieser auf Reisen ist. Es scheint insbesondere das Thema Ehebruch gemeint zu sein. Wolf warnt den Zuhörer nahezu, wenn er singt: You better watch your happy home.
Evil ist von einer großen Reihe verschiedenster Musiker gecovert worden, darunter Canned Heat, Derek and the Dominos oder auch Luther Allison.